# Club Atlético Belgrano
Maillots
Actualités
Le Club Atlético Belgrano est un club de football argentin basé à Córdoba et fondé en 1905. Il évolue actuellement dans le Championnat d'Argentine de football.

## Histoire
Le CA Belgrano est la première équipe à envoyer River Plate en deuxième division en 2011 et du même coup il accède à la Primera División de Argentina (victoire 2-0 au match aller à Cordoba et 1-1 au match retour), qui est considéré comme la défaite la plus sombre de l'histoire du club de River Plate. Ce match a été la cause de plusieurs émeutes et violences. Quelques semaines après, l'association de football d'Argentine décide que les matchs de barrage de relégation ne se feront plus pour éviter d'autres incidents.
Lors d'un match contre Talleres le 15 avril 2017, un jeune homme est assassiné en étant jeté depuis la tribune par des supporters de Belgrano.

## Palmarès
- Champion de la province de Córdoba (27) :  1913, 1914, 1917, 1919, 1929, 1930, 1931, 1932, 1933, 1935, 1936, 1937, 1940, 1946, 1947, 1950, 1951, 1952, 1954, 1955, 1957, 1970, 1971, 1973, 1984, 1985, 2003

- Tournoi régional AFA (1) : 1986

## Personnalités

### Joueurs célèbres
- Osvaldo Ardiles
- Franco Vázquez
- Mario Bolatti
- Matías Suárez
- José Luis Villarreal
- Ángel Bossio
- Alejandro Lembo
- Renzo Saravia
- Fabián Cancelarich
- José Luis Cuciuffo
- Marcelo Delgado
- Luis Galván
- Cristian Romero
- Bruno Amione
- Roberto Monserrat
- José Reinaldi
- Juan Carlos Heredia
- Lucas Zelarayán
- Pablo Chavarría
- Emiliano Rigoni
- César Pereyra